# Nototriche ellipticifolia
Nototriche ellipticifolia är en malvaväxtart som beskrevs av Bénédict Pierre Georges Hochreutiner. Nototriche ellipticifolia ingår i släktet Nototriche och familjen malvaväxter. Inga underarter finns listade i Catalogue of Life.